# Sniper (banda)
Sniper es un grupo de rap francés, formado por los MCs Aketo (Ryad Selmi, nacido en 1980), El Tunisiano (Bachir Baccour, nacido en 1979), y por el toaster Blacko (Karl Appela, nacido en 1979). 

## Historia
El Tunisiano, junto a Blacko (llamado, por aquel entonces, Black Renega), deciden en 1997 fundar un grupo llamado Personnalité Suspecte. Para ello cuentan también con Aketo, a quien conocían ambos del colectivo Comité de Deuil-la-Barre y del grupo M Group, y con DJ Boudj, un DJ de Saint-Denis que llevaba en la escena desde 1992. Cambian varias veces el nombre del grupo, pasando por Persni (Sniper en verlan), hasta que finalmente se quedan con Sniper.

## Discografía
- Es en 2001 cuando editan su primer disco, bajo la discográfica Desh Musique: Du Rire aux Larmes ("De la risa a las lágrimas"). Un disco que generó muchísima polémica, lo que también hizo que las ventas fueran buenas. En el disco se tocan todo tipo de contextos y de temáticas: el racismo en Pris pour cible, la fiesta en La rumba, o la chulería en Quand on te dit son algunos ejemplos. Esta última canción fue uno de los 5 sencillos que sacaron del disco: Du Rire aux Larmes, Aketo VS Tunisiano, Pris pour Cible, On s'en sort bien y la mencionada Quand on te dit. Sin embargo, la canción que generó más polémica fue La France, que desencadenó una serie de acciones legales contra el grupo. El disco ha vendido casi 300.000 copias.[1]

- En 2003 editan Gravé dans la roche ("Grabado en la roca"). Un disco que tiene todavía mejores ventas que el anterior, esta vez llegando al medio millón de copias. De él se extraen 3 sencillos: Gravé dans la roche, Sans (re)pères y Y a pas de Mérites. Hacia finales de 2004 tienen que anular la gira por la cantidad de juicios y problemas legales que tienen, por la canción Jeteur de Pierres, que habla sobre el conflicto árabe-israelí.

- En 2006 sacan Trait pour Trait ("Trazo por Trazo"), con dos sencillos: Trait pour Trait y Brûle, con Joey Starr. La polémica se reabre de nuevo, con la canción La France (itinéraire d'une polémique), con Cici y Olivier Cachin. Otras canciones notables son Zamalia, de puro raggamuffin,o Eldorado, que habla sobre la inmigración en la Unión Europea desde las costas africanas..

- El 3 de octubre de 2011 verá la luz A toute éprouve después de 3 años de inactividad.

## Polémica y problemas legales
- La canción La France, incluida en el álbum Du Rire aux Larmes, es una de las canciones más controvertidas del rap francés. Una parte del estribillo es una muestra perfecta del tono del resto de la canción:

«La France est une garce, et on s'est fait trahir»
«On se moque des répressions
On se fou de la république et de la liberté d'expression
Faudrait changer les lois et pouvoir voir,
Bientôt à l'Élysée des arabes et des noirs au pouvoir»
("«Francia es una fulana, y nos ha traicionado»"
"«Nos reímos de las represiones
Nos importa un bledo la república y la libertad de expresión.
Habría que cambiar las leyes, y poder ver
pronto en el Palacio del Elíseo árabes y negros en el poder»")
Por esta canción, Nicolás Sarkozy, entonces Ministro del Interior francés, denunció públicamente al grupo, y les amenazó con llevarles a juicio, al igual que con todos los grupos que tenían letras violentas, tras los disturbios de Francia de 2005. También fueron denunciados por los sindicatos de los cuerpos de policía, quienes les acusaron de fomentar la violencia contra los cuerpos de seguridad. 
- La canción Jeteur de pierres ("Lanzador de piedras"), que se encuentra en el álbum Gravé dans la Roche, y que habla sobre el conflicto árabe-israelí, desde una visión propalestina. Muchas organizaciones judías francesas les acusaron de antisemitismo y racismo. Un diputada de la Unión por un Movimiento Popular de Meurthe-et-Moselle, llamada Nadine Morano, prohibió un concierto del grupo en Écrouves. El grupo no fue condenado por el Tribunal de Ruan, tras un largo proceso.

- Unité Radicale y otros grupos de ultraderecha, son señalados por el grupo como los culpables de dar panfletos en contra del grupo en los propios conciertos y en los buzones de las ciudades allá donde iban.

- En La France (itinéraire d'une polémique), tema incluido en el álbum Trait pour Trait, Tunisiano cuenta, rapeando, toda la historia concerniente a sus procesos judiciales, incluyendo menciones a Sarkozy, Nadine Morano, y Unité radicale. Explica que no son antisemitas, ni racistas, y suavizando el tono, retoma el estribillo de la canción La France:

«La France es une farce, et on s'est fait trahir
tu sais,ils ont tenté de nous salir,
Oui, moi j'ai parlé de garce, notamment de la France
Ils m'interdisent de dire en face, mais t'inquiètes je le pense»
("«Francia es una farsa, nos ha traicionado
sabes, han intentado descreditarnos,
Si, yo hablé de fulanas, notablemente de Francia,
Ellos me prohíben decirlo a las claras, pero no te preocupes, lo pienso»")
Goldofaf hizo en 2007 una versión de parodia de "Gravé dans la roche".